# Рубков
Рубков (њем. Rubkow) општина је у њемачкој савезној држави Мекленбург-Западна Померанија. Једно је од 89 општинских средишта округа Остфорпомерн. Према процјени из 2010. у општини је живјело 714 становника. Посједује регионалну шифру (AGS) 13059086.

## Географски и демографски подаци
Рубков се налази у савезној држави Мекленбург-Западна Померанија у округу Остфорпомерн. Општина се налази на надморској висини од 30 метара. Површина општине износи 35,0 km². У самом мјесту је, према процјени из 2010. године, живјело 714 становника. Просјечна густина становништва износи 20 становника/km².